# 木本武宏
木本 武宏（きもと たけひろ、1971年〈昭和46年〉5月6日 - ）は、日本のお笑いタレント、俳優。お笑いコンビ・TKOのツッコミ担当。相方は木下隆行。大阪府大東市出身。A型。身長178 cm、体重73 kg。

## 経歴
大阪府立大東高等学校（現・大阪府立緑風冠高等学校）。フィリップス大学日本校中退。
1990年10月にTKOとして松竹芸能へ入り、1990年代中期より関西を中心にライブやテレビ・ラジオ等で活躍。2000年に本格的な東京進出を果たす。お笑い芸人としての活動のほか、俳優としても大河ドラマに出演するなど活動した。
2003年9月16日、阪神百貨店前で阪神タイガース優勝記念セールに一番乗りしていたことが判明。18年ぶりのリーグ制覇を成し遂げた前日夕方から並んでおり、一番乗りであった。関西ではマスコミ各社にタレントとして紹介されたが、当時は全国的にはまだ無名であったため全国ニュースでは一般人扱いされていた。
2005年頃から禁煙しているが、その理由は「タバコとコーヒーが大好きなせいで息がすこぶる臭かった中学の担任K先生みたいになりたくなかったから」という。
相方木下の不祥事、事務所退所により、2019年以降はピンでの活動となった。
2022年7月21日、木本が番組出演の見合わせをテレビ・ラジオ各局に申し入れており、その背景に巨額の投資トラブルがあることが報じられた。同日、司会を務める『キモイリ!』の番組打ち切りが発表される。同月23日、所属の松竹芸能は木本との契約を終了したと発表。木本本人もツイッターにおいて騒動を謝罪し、松竹芸能退所を報告した。当面の間活動を自粛することとなったが、芸能活動継続の意向は見せていた。
2023年1月23日、木本が投資トラブルに関しての謝罪会見を行い、終盤には木下も同席。公の場では3年ぶりの横並びとなった。会見ではコンビでの活動再開も発表した。

## 人物
- 既婚者。妻とは16歳のころからの付き合い。
- 愛犬はヨークシャーテリアである。
- Google ストリートビューの「世田谷区砧3-5-3」で偶然映り込んでいたことをブログで公表した[8]。現在は木本の顔にもボカシが入っている[9]
- 趣味のPC映像制作がきっかけでJulietの「卒恋歌」のミュージック・ビデオ制作・監督を務める。多趣味であり、釣り、木工、肉体改造などにも造詣が深い。
- 京都サンガF.C.のファンである。
- 弟がいる[10]。
- 好物：サンマルクカフェのチョコクロ。
- 植村茂浩（元DA-DA）とのユニット『ジョンメロン』としても活動する。
- 有吉弘行から付けられたあだ名は「浪人生」。
- 実家は自動車整備とダイハツ車販売代理店（木本自動車・ダイハツ住道）で木本の父が社長、叔父が専務を務めている。弟は以前の勤めを辞め、現在実家にて整備見習い中。
- 大阪のラジオ番組に及川奈央がサイン会の告知に来たことで、大ファンだった木本は翌日京都のサイン会へ一ファンとして参加。サイン入りの8×4プレゼントを懸けたジャンケン大会で勝ち残り、舞台上へ登壇して本人から手渡された。
- 『内村さまぁ〜ず』では、上記にもある木本の妻の旧姓である「久保」と呼ばれることもあり、内村光良（ウッチャンナンチャン）やさまぁ〜ずからは「久保顔」と言われている。また、同番組では木本の持ちギャグである「すいませんの世界です」を多々フラれる。

## 出演作品
コンビでの出演はTKO (お笑いコンビ)参照

### テレビ
- あっぷ&UP!（2009年4月 - 2011年4月、関西テレビ、月曜 - 水曜）- 隔週レギュラー
- フィッシング倶楽部（2010年4月 - 2020年3月、テレビ埼玉）
- ハピくるっ!（2011年10月 - 2015年3月、関西テレビ） - 火曜MC
- ひるキュン!（2016年10月 - 2019年3月、TOKYO MX） - 水曜MC[11]
- 週末ライブ キモイリ!（2019年4月6日 - 2022年7月23日、KBS京都） - MC
- まちイチ nice to people（2019年4月8日 - 2022年7月4日、中部日本放送）
- どっぷりアプリ（2018年4月12日 - 2021年9月28日、BS11）
- ユニバーサル・スタジオ・ジャパン2020（2020年1月 - 2020年12月、J:COM）※2009年7月から2019年12月放送分までTKOの冠番組として放送。途中放送分より木下が休演状態となり木本だけで出演を続けていた。
- 釣りびと万歳（2021年3月7日、NHK BSプレミアム）
- アプリ学院!（2021年10月5日 - 2022年7月26日、BS11）

### テレビドラマ
- 白戸修の事件簿 第9話・10話（2012年3月23日・30日、TBS） - 森本浩二 役
- 連続テレビ小説（NHK総合）
  - ごちそうさん（2013年9月30日 - 2014年3月29日） - 藤井耕作 役
  - スカーレット（2019年 - 2020年） - 田中雄太郎 役[12][13][14]
- ルーズヴェルト・ゲーム 第2話・3話（2014年5月4日・11日、TBS） - 速水誠 役
- 喰う寝るふたり 住むふたり（2014年5月6日 - 6月24日、NHK BSプレミアム） - 小熊博則 役
- なぜ少女は記憶を失わなければならなかったのか?〜心の科学者・成海朔の挑戦〜（2014年10月1日、日本テレビ） - 紺野実 役
- ヒガンバナ〜女たちの犯罪ファイル（2014年10月24日、日本テレビ） - 黒田吾朗 役
- 明日もきっと、おいしいご飯〜銀のスプーン〜（2015年6月1日 - 7月31日、東海テレビ） - 茂木和彦 役
- ヒガンバナ〜警視庁捜査七課〜（2016年1月13日 - 3月16日、日本テレビ） - 黒田吾朗 役
- 99.9-刑事専門弁護士- 第1話（2016年4月17日、TBS） - 木口淳平 役
- 侠飯〜おとこめし〜（2016年7月16日 - 9月24日、テレビ東京） - 鳥山巡査 役
- 花実のない森（2017年） ‐ 安達哲也 役
- おんな城主 直虎（2017年） ‐ 富助 役
- 警視庁ゼロ係〜生活安全課なんでも相談室〜（2017年） ‐ 麻生恵一 役
- THE GOOD WIFE / グッドワイフ 第2話（2019年1月20日、TBS） - 高井明 役
- 探偵・由利麟太郎（2020年6月16日 - 7月14日、関西テレビ） - 山岸克平 役[15]
- ドラマスペシャル「オレの寿司物語」（2020年11月21日、テレビ大阪）‐ 加藤賢太 役
- 無用庵隠居修行 第5作（2021年） - 村西彦之助 役

### ラジオ
- エビ中☆なんやねん（2013年10月15日 - 2022年7月、MBSラジオ） - 不定期出演

### 映画
- くちびるに歌を（2015年） - 松山ハルコの夫 役
- 表と裏（2016年） - 週刊リアル編集長 安藤 役
- 空飛ぶタイヤ（2018年） - 嶋本義裕 役

### ウェブテレビ
- アベマ大縁日〜人気番組勢ぞろい！神宮花火大会生中継で豪華プレゼント大放出SP〜（2018年8月11日、AbemaTV）[16]
- 街録ch〜あなたの人生、教えて下さい〜（2021年、YouTube番組）

## 著書
- ｢おいしい話なんてこの世にはない どん底を見たベテラン芸人がいまさら気づいた56のこと｣ KADOKAWA 2024 ISBN 978-4-04-114011-6

## 連載
- TKO木本の｢基礎から知りたい｣（2015年12月3日 - 2018年8月17日、東洋経済オンライン）